# アリババ・ピクチャーズ
アリババ・ピクチャーズ・グループ（簡体字中国語: 阿里巴巴影业集团有限公司、英語: Alibaba Pictures Group Limited）はアリババグループ傘下の中国の映画会社。2009年に設立されたチャイナビジョン・メディア・グループ（文化中國傳播集團有限公司、ChinaVision Media Group、以下チャイナビジョン）を前身としており、アリババグループによって株式の過半数が購入された後、現社名に変更された。中国国内では最大の映画会社であり、2015年4月時点での企業価値は87億7000万ドル、同年6月には96億ドルとなっている。
国内や海外の映画作品への投資・製作をはじめ、オンラインでのチケット発券サービスの提供、映画作品のマーケティング・配給のサポート事業などを行っている。

## 歴史
アリババ・ピクチャーズ・グループは2014年3月、アリババグループが8億500万ドルで同社の保有していた株式の60%分を取得したことにより、同グループ傘下となった。当初はアリババ・フィルムズ・グループという名前で登記され、のちにアリババ・ピクチャーズ・グループへと変更。2014年6月に、それまでの社名であったチャイナビジョンから公式に現社名へと名称が変更された。社名が変更されるまでの間、当時会長を務めていた創業者の董平と専務取締役の趙超はアリババ・ピクチャーズの役員として記載されていた。7月には中国電影集団公司の副社長であったZhang Qiangが、同社のトップに就任するために辞任。月の後半に同社はウォン・カーウァイ監督や香港を拠点とする映画製作企業「Block2」などの映画製作者と映画会社との間で合意を結んでいる。
2015年4月には中国のオンラインチケット発券システムの開発会社である「広東粤科軟件工程有限公司」を1億3400万ドルで買収、同年11月にアリババグループが映画関連資産として保有していたオンラインチケット発券プラットフォーム「淘宝電影」およびコンテンツ出資プラットフォーム「娯楽宝」を4億7000万ドルで買収した。淘宝電影は2016年5月に「淘票票」に改名されている。2016年10月、アリババグループがアメリカの映画会社アンブリン・パートナーズの少数の株式を購入したことで、アリババ・ピクチャーズは中国におけるアンブリン・パートナーズの映画のマーケティング、配給、商品化計画、加えて世界のアンブリン及びドリームワークスの映画へ共同出資する合意を結んだ 。フィナンシャル・タイムズ紙は「アンブリン・パートナーズとアリババ・ピクチャーズは中国及び世界でのファイナンス、制作、マーケット及び映画配給においてチームを組んだ」と表現した。
2017年2月に同社の未監査の2016年の損失が1億4000万ドルを超える予想を発表し、この損失を淘票票に起因するものと発表した。2017年7月には、淘票票の出資比率を87.6%から96.7%に引き上げた。また同月、アリババ・ピクチャーズが製作に携わった映画『阿修羅』が中国国内での興行成績が振るわず、公開初週で上映を打ち切られる結果となった。AFP通信は本作の興行不振による推定損失額は1億600万ドルであると報じている。2018年12月にはアリババグループより1億6000万ドルの出資を受け、出資比率はこれまでの49％から50％以上となった。ヴァラエティ誌はこの出資について、アリババグループが同社を「(グループの)関連会社から完全子会社にする効力がある」としている。

## 主な製作作品

### 国内向け
| 公開年 | 日本語題 原題                                    | 備考       |
| ------ | ------------------------------------------------ | ---------- |
| 2014年 | 最愛の子 親愛的                                  |            |
| 2015年 | 神なるオオカミ 狼图腾                            | 配給       |
| 2016年 | 封神伝奇 バトル・オブ・ゴッド 封神伝奇           |            |
| 2016年 | ガーディアン・ブラザーズ -小門神- 小門神         | 製作・配給 |
| 2016年 | 擺渡人                                           | 製作、配給 |
| 2017年 | 西遊記2〜妖怪の逆襲〜 西游伏妖篇                 |            |
| 2017年 | 恋するシェフの最強レシピ 喜歓你                  |            |
| 2017年 | SPL 狼たちの処刑台 殺破狼·貪狼                   |            |
| 2017年 | グレート・アドベンチャー 侠盗連盟                |            |
| 2017年 | ワンス・アポン・ア・タイム 闘神 三生三世十里桃花 | 製作       |
| 2018年 | 阿修羅                                           |            |
| 2019年 | 流転の地球 流浪地球                              |            |
| 2019年 | ペガサス/飛馳人生 飛馳人生                       |            |

### 共同製作
| 公開年 | 日本語題 原題                                                                                         | 共同製作会社 | 備考               |
| ------ | --- | --- | ------------------ |
| 2015年 | ミッション:インポッシブル/ローグ・ネイション Mission: Impossible - Rogue Nation                       | パラマウント映画、スカイダンス・プロダクションズ、バッド・ロボット                                                              | 投資               |
| 2016年 | ミュータント・ニンジャ・タートルズ：影＜シャドウズ＞ Teenage Mutant Ninja Turtles: Out of the Shadows | パラマウント映画、ニコロデオン・ムービーズ、プラチナム・デューンズ                                                              | 投資               |
| 2016年 | スター・トレック BEYOND Star Trek Beyond                                                              | パラマウント映画、スカイダンス・プロダクションズ、バッド・ロボット                                                              | 投資               |
| 2017年 | リアル 리얼                                                                                           | CJエンタテインメント | 投資、配給（中国） |
| 2018年 | ミッション:インポッシブル/フォールアウト Mission: Impossible - Fallout                                | パラマウント映画、スカイダンス・プロダクションズ、バッド・ロボット                                                              | 投資               |
| 2018年 | ネクスト ロボ Next Gen                                                                                | Netflix、暴走漫画、Tangent Animation                                                                                            |                    |
| 2019年 | アグリードール UglyDolls                                                                              | STX Entertainment | 投資               |
| 2019年 | 僕のワンダフル・ジャーニー A Dog's Journey                                                            | ユニバーサル映画、ドリームワークス、リライアンス・エンターテインメント アンブリン・エンターテインメント、ウォールデン・メディア |                    |
| 2019年 | ジェミニマン Gemini Man                                                                               | パラマウント映画、スカイダンス・プロダクションズ、ジェリー・ブラッカイマー・フィルムズ                                          | 投資               |
| 2020年 | シカゴ7裁判 The Trial of the Chicago 7                                                                | Netflix、パラマウント映画、ドリームワークス・ピクチャーズ、クロス・クリーク・ピクチャーズ、マーク・プラット・プロダクションズ   |                    |

### 製作中
- Ao Jiao Yu Pian Jian（TBA）[16]
- The Flying Tigers（TBA）[45]
- Ge Jin Tao Hua（テレビ番組シリーズ、TBA）[36]
- Legend of the Ancient Sword film（レニー・ハーリン、TBA） - 制作、配給（制作において）[46][47][48]
- The Legend of Zu 2（テレビ番組シリーズ、TBA）[36]
- My Fair Princess animated film（TBA） - 制作[49]
- ナイト ミュージアムのリメイク（TBA）[50]
- No Other Love（TBA）[36]
- Qi Huan Zhi Lv（TBA）[36]
- Qing He Male College（TBA）[36]
- Storming 30 Years（TBA）[36]
- Sword of Legends 2（TBA）[36]
- Zhengtu（TBA）[36]
- ジュゼッペ・トルナトーレの映画（タイトル未定）（TBA）[51]
- ウォーリアーズの映画化（タイトル未定）（TBA）[52]